# Mahan, Iran
Mahan este un oraș din Iran.